# Romániai Magyar Pedagógusok Szövetsége
A Romániai Magyar Pedagógusok Szövetsége (röviden: RMPSZ) a magyarul tanító pedagógusok érdekvédelmi szervezete. Alapító tagjai között van: Lászlófy Pál volt elnök, Szőcs Judit volt alelnök. Négy oktatási központtal fogja át, támogatja az ország magyar nyelvű oktatási intézményeit, megszervezte a Tudományos Tanács működését. Évente megszervezi és működteti a Bolyai Nyári Akadémiát, amely tevékenységein rendszerint határon túli pedagógusok is részt vesznek. Kiadja a Magiszter című módszertani folyóiratot, pályázatokat szervez, partnerkapcsolatokat ápol Romániában és külföldön egyaránt. Díjazza a kiváló eredményeket elért pedagógusokat (Ezüstgyopár díj, Apáczai-díj) valamint tanulókat (Mákvirág díj).
A négy területi oktatási és módszertani központja a csíkszeredai Székelyföldi, a szovátai Teleki, a kolozsvári Gál Kelemen, és a nagyváradi Partium.